# Maranvath
Maramvath (en francès Marambat) és un municipi francès situat al departament del Gers i a la regió d'Occitània.

## Demografia
| 1962                                       | 1968 | 1975 | 1982 | 1990 | 1999 | 2006 |
| ------------------------------------------ | ---- | ---- | ---- | ---- | ---- | ---- |
| 177                                        | 184  | 210  | 281  | 315  | 327  | 373  |
| Des de 1962: població sense dobles comptes |      |      |      |      |      |      |

## Administració
| Període   | Identitat        | Partit |
| --------- | ---------------- | ------ |
| 1965-1977 | Fernand Porterie |        |
| 1977-2001 | Georges Conseil  |        |
| 2001-     | Alain Concil     |        |